# Dumfriesshire
Dumfriesshire (także Dumfries, gael. Siorrachd Dhùn Phris) – hrabstwo historyczne w południowej Szkocji, z ośrodkiem administracyjnym w Dumfries.
Hrabstwo położone było nad północnym wybrzeżem zatoki Solway Firth (Morze Irlandzkie), z linią brzegową liczącą nieco ponad 30 km długości. Na południowym wschodzie hrabstwo graniczyło z angielskim hrabstwem Cumberland. Południowa część hrabstwa była nizinna, północna znajdowała się w obrębie Wyżyny Południowoszkockiej, poprzecinana dolinami rzek Nith, Annan i Esk (Nithsdale, Annandale, Eskdale). Najwyższym szczytem hrabstwa był White Coomb (822 m n.p.m.). Powierzchnia w 1887 roku – 2753 km², w 1951 roku – 2785 km² (3,6% terytorium Szkocji). Liczba ludności w 1887 roku – 76 140, w 1951 roku – 85 660 (1,7% całkowitej populacji Szkocji).
Główne ośrodki miejskie hrabstwa to Annan, Dumfries, Langholm, Lockerbie, Moffat, Moniaive, Sanquhar i Thornhill.
Pod koniec XIX wieku na terenie hrabstwa rozwinięte było rolnictwo, a także wydobycie ołowiu, węgla i wapienia.
Hrabstwo zlikwidowane zostało w wyniku reformy administracyjnej w 1975 roku, włączone do nowo utworzonego regionu administracyjnego (od 1996 roku council area) Dumfries and Galloway.